# Узунколь (Западно-Казахстанская область)
Узунколь (каз. Ұзынкөл) — село в Теректинском районе Западно-Казахстанской области Казахстана. Административный центр и единственный населённый пункт Узункольского сельского округа. Находится примерно в 27 км к юго-западу от районного центра, села Фёдоровка. Код КАТО — 276265100.

## Население
В 1999 году население села составляло 1254 человека (609 мужчин и 645 женщин). По данным переписи 2009 года, в селе проживал 891 человек (447 мужчин и 444 женщины).